# Barkine
Barkine (en arabe : بركين, en tamazight : ⴱⴰⵔⴽⵉⵏ) est une commune marocaine située dans la province de Guercif en région Oriental.

## Géographie

### Localisation
Barkine se situe à l'ouest de la région Oriental et constitue en même temps le point le plus occidental de celle-ci. Elle borde plusieurs communes de la région Fès-Meknès.
Elle se localise dans le Moyen Atlas, proche du fleuve Moulouya. Elle est à une cinquantaine de kilomètres de Taza et à une centaine de kilomètres de Fès.
| Ras Laksar            | Ras Laksar        | Assebbab  |
| Bouyablane, Maghraoua | Barkine           | Fritissa  |
| Talzemt               | Oulad Ali Youssef | El Orjane |

### Climat
Barkine possède un climat semi-aride chaud selon la classification Köppen-Geiger.

## Voies de transport
La commune est traversée par la P5427, qui la relie à la route nationale 29 (N29) et à la ville de Guercif au nord.

## Démographie et chiffres

### Population
Barkine connaît une baisse de population depuis 2004, perdant environ 40% de sa population dans une période de 20 ans. Le recensement de la population marocaine est effectuée tous les 10 ans et les résultats sont publiés par le Haut-Commissariat au plan du Royaume du Maroc
| Année      | 1994   | 2004   | 2014  | 2024  |
| ---------- | ------ | ------ | ----- | ----- |
| Population | 11 371 | 11 409 | 9 469 | 6 839 |

### Structure de la population
Les informations présentées dans les tableaux et les diagrammes ci-dessous ont été recensé en 2014
- Homme (50 %)
- Femme (50 %)

| Genre    | Part (en %) | Population |
| -------- | ----------- | ---------- |
| Homme    | ~50%        | 4 730      |
| Femme    | ~50%        | 4 739      |
| Au total | 100         | 9 469      |

- 0-14 ans (34,4 %)
- 15-64 ans (58,3 %)
- 65+ ans (7,2 %)

| Tranche d'âge | Part (en %) | Population |
| ------------- | ----------- | ---------- |
| 0-14 ans      | 34.4        | 3 261      |
| 15-64 ans     | 58.3        | 5 522      |
| 65+ ans       | 7.2         | 686        |
| Au total      | 100         | 9 469      |